# Könnyű és Népszerű Falusi Prédikácziók
A Könnyű és Népszerű Falusi Prédikácziók egy 19. század második felében megjelent magyar teológiai könyvsorozat volt.

## Története
A Falusi Prédikácziók bizonyos értelemben egy folyóirat volt, amelynek havonta egy füzete jelent meg (azaz elvileg évente 12). A sorozat 1864-ben indult Mendlik Ágoston (1831–1890) pécsi római katolikus pap szerkesztésében Pécsett, és 13 évfolyam után szűnt meg 1876-ban. Az alcím szerint dogmaticus, moralis, alkalmi, bőjti, körmeneti, bucsú, egyes védszenti, liturgiai, vasárnapi, ünnepi, oltári, homiliai, és esketési szent beszédek nagy mennyiségét tartalmazták az egyes évfolyamok. 
Az egyes füzetek kötetekbe kötve is megjelentek.

## Évfolyamai
- I. évfolyam. 1864
- II. évfolyam. 1865
- III. évfolyam. 1866
- IV. évfolyam. 1867
- V. évfolyam. 1868
- VI. évfolyam. 1869
- VII. évfolyam. 1870
- VIII. évfolyam. 1871
- IX. évfolyam. 1872
- X. évfolyam. 1873
- XI. évfolyam. 1874
- XII. évfolyam. 1875
- XIII. évfolyam. 1876